# Campionati mondiali di pattinaggio di velocità su distanza singola 2012
I Campionati mondiali di pattinaggio di velocità su distanza singola 2012 sono stati la 14ª edizione della manifestazione. Si sono svolti dal 22 al 25 marzo 2012 al Thialf di Heerenveen, nei Paesi Bassi.

## Podi

### Uomini
| Evento                 | Oro                                                  | Tempo    | Argento                                            | Tempo    | Bronzo                                            | Tempo    |
| 500 m                  | Mo Tae-Bum                                           | 69"64    | Michel Mulder                                      | 69"65    | Pekka Koskela                                     | 69"82    |
| 1000 m                 | Stefan Groothuis                                     | 1'08"57  | Kjeld Nuis                                         | 1'08"79  | Shani Davis                                       | 1'08"83  |
| 1500 m                 | Denny Morrison                                       | 1'46"44  | Ivan Skobrev                                       | 1'46"49  | Håvard Bøkko                                      | 1'46"50  |
| 5000 m                 | Sven Kramer                                          | 6'13"87  | Bob de Jong                                        | 6'15"22  | Jonathan Kuck                                     | 6'16"28  |
| 10000 m                | Bob de Jong                                          | 12'53"91 | Jorrit Bergsma                                     | 12'57"71 | Jonathan Kuck                                     | 13'12"66 |
| Inseguimento a squadre | Paesi Bassi Sven Kramer Koen Verweij Jan Blokhuijsen | 3'41"43  | Stati Uniti Shani Davis Brian Hansen Jonathan Kuck | 3'43"42  | Russia Ivan Skobrev Denis Juskov Evgenij Lalenkov | 3'43"62  |

### Donne
| Evento                 | Oro                                                    | Tempo   | Argento                                                   | Tempo   | Bronzo                                                       | Tempo   |
| 500 m                  | Lee Sang-Hwa                                           | 75"69   | Yu Jing                                                   | 76"12   | Thijsje Oenema                                               | 76"28   |
| 1000 m                 | Christine Nesbitt                                      | 1'15"16 | Yu Jing                                                   | 1'15"98 | Margot Boer                                                  | 1'16"16 |
| 1500 m                 | Christine Nesbitt                                      | 1'56"07 | Ireen Wüst                                                | 1'56"40 | Linda de Vries                                               | 1'57"08 |
| 3000 m                 | Martina Sáblíková                                      | 4'01"88 | Stephanie Beckert                                         | 4'04"09 | Ireen Wüst                                                   | 4'04"87 |
| 5000 m                 | Martina Sáblíková                                      | 6'50"46 | Stephanie Beckert                                         | 6'56"64 | Claudia Pechstein                                            | 7'04"01 |
| Inseguimento a squadre | Paesi Bassi Ireen Wüst Diane Valkenburg Linda de Vries | 2'59"70 | Canada Brittany Schussler Christine Nesbitt Cindy Klassen | 3'00"51 | Polonia Natalia Czerwonka Katarzyna Woźniak Luiza Złotkowska | 3'03"32 |

## Medagliere
| Pos.   | Paese         | Oro | Argento | Bronzo | Totale |
| ------ | ------------- | --- | ------- | ------ | ------ |
| 1      | Paesi Bassi   | 5   | 5       | 4      | 14     |
| 2      | Canada        | 3   | 1       | 0      | 4      |
| 3      | Rep. Ceca     | 2   | 0       | 0      | 2      |
| 4      | Corea del Sud | 2   | 0       | 0      | 2      |
| 5      | Germania      | 0   | 2       | 1      | 3      |
| 6      | Cina          | 0   | 2       | 0      | 2      |
| 7      | Stati Uniti   | 0   | 1       | 3      | 4      |
| 8      | Russia        | 0   | 1       | 1      | 2      |
| 9      | Finlandia     | 0   | 0       | 1      | 1      |
| 9      | Norvegia      | 0   | 0       | 1      | 1      |
| 9      | Polonia       | 0   | 0       | 1      | 1      |
| Totale | Totale        | 12  | 12      | 12     | 36     |